# Luís IX de Hesse-Darmstadt
Luís IX de Hesse-Darmstadt (Darmstadt, 15 de dezembro de 1719 – Pirmasens, 6 de abril de 1790) foi Conde de Hesse-Darmstadt de 1768 até 1790. Era filho de Luís VIII, Conde de Hesse-Darmstadt e Carlota de Hanau-Lichtenberg.